# Johann August Sack
Pour les articles homonymes, voir Sack (homonymie).
Johann August Sack (né le 7 octobre 1764 à Clèves et mort le 28 juin 1831 à Stettin) est un haut fonctionnaire prussien. Il est de 1816 à 1831 haut président de la province de Poméranie et récipiendaire de l'ordre de l'Aigle rouge.

## Biographie
Le fils de Carl August Sack (1721-1810), juge pénal à Clèves, et de Margarethe Gertrude, née Nottermann (1736-1799), est un neveu de Simon Heinrich Sack (de). Il étudie au lycée de Clèves et au lycée de Joachimsthal de Berlin. À partir de 1782, il étudie le droit et les sciences camérales à Halle. À partir de 1784, il poursuit ses études à Göttingen.
À partir de 1785, Johann August Sack entame une carrière administrative et travaille comme auscultateur pour le gouvernement de Clèves. Il s'occupe principalement de l'exploitation minière et de la métallurgie. En 1788, il est nommé Bergrat et Bergrichter à Wetter. En tant que conseiller juridique de la chambre de guerre et de domaine (de) de Clèves en 1792, il est subordonné au président de la chambre de l'époque, le baron vom Stein. En 1793, sous la direction de Stein, il mène des négociations avec le général Hoche au sujet des possessions prussiennes sur la rive gauche du Rhin. Promu directeur financier privé, il rejoint la direction générale de Berlin l'année suivante.
Le 5 janvier 1799, il épousa Marianne Gertrude Johanna, née von Reimann (1776–1851), à Clèves. Le mariage est resté sans enfant.
En 1806, après la fuite du roi Frédéric-Guillaume III, il devint gouverneur civil à Berlin et, après la paix de Tilsit président de la Commission immédiate. Après que « le pays eut été complètement débarrassé des troupes étrangères », le roi le nomme « conseiller d'État privé et premier président de la Marche-Électorale, de la Nouvelle-Marche et de la Poméranie, avec un salaire annuel de 600 Rthr. Il travaille en étroite collaboration avec le baron vom Stein et tente de poursuivre les réformes Stein-Hardenberg même après sa chute à la fin de 1808. A la fin de 1810, Sack passe au ministère de l'Intérieur, où il dirige d'abord le « Département général de la police » puis, à partir de mai 1812, le « Département du commerce et de l'industrie ».
Sur la base d'un arrêté ministériel de la plus haute autorité en date du 15 mars 1813, à partir de Breslau, quatre gouvernements militaires (1813-1815) sont créés pour des raisons tactiques militaires et la commission générale de logement, de restauration et de marche est supprimée. Pour diriger le 1er gouvernement militaire entre l'Elbe et l'Oder, Johann August est désigné comme gouverneur civil et Anton Wilhelm von L'Estocq comme gouverneur militaire. Ils chargent l'inspecteur des bâtiments du gouvernement Salomo Sachs (de) d'organiser et de mener à bien le cantonnement des troupes de passage. Ils lui fournissent un bureau et du personnel pour gérer l'important travail.
En 1814, Johann August Sack devient d'abord gouverneur du gouvernement général du Bas-Rhin (de) dans le cadre du Département central d’administration temporaire, puis devient le premier haut président de la province du Rhénanie. En raison de querelles avec le gouvernement royal, il est transféré dans la province de Poméranie deux ans plus tard en tant que haut président. En même temps, il reprend le poste de président du district de Stettin. L'une de ses premières tâches est l'incorporation de l'ancienne Poméranie suédoise dans l'administration provinciale.
En 1818, Johann August Sack mène à bien la réforme des arrondissements malgré l'opposition résolue de certains arrondissements de la noblesse poméranienne. Seuls les arrondissements de Frédéric-Guillaume Ier (notamment le grand arrondissement de la principauté (de)) sont maintenus dans le district de Köslin.
Il s'attache particulièrement à promouvoir l'économie après les guerres napoléoniennes. Il relance de nombreux projets publics qui devaient jusqu'alors rester à l'arrière-plan. Parmi eux, la consolidation des dunes près de Peenemünde. Il favorise la pêche au hareng en créant des colonies de pêcheurs, d'où sortent, entre autres, les villes d'Ahlbeck, Heringsdorf, Karlshagen et Zinnowitz sur l'île d'Usedom.
Toujours sur Usedom, il reprend l'assèchement du Thurbruch (de) pour gagner des terres agricoles, qui a déjà commencé sous Frédéric II. Avec 5000 Reichstalers, il a pu obtenir l'amélioration de 6000 acres de terres. Le canal de dérivation Sackkanal, construit à son instigation entre le Gothensee et la mer Baltique pour drainer le Thurbruch, porte encore son nom aujourd'hui.
À l'instigation de Johann August Sack, l'agrandissement du port de Swinemünde est achevé en 1820. Du fait de l'approfondissement simultané de la Swine et de l'Oder, les navires de haute mer peuvent naviguer jusqu'à Stettin. À son initiative en 1821, les marchands de Stettin se sont regroupés pour former la "Corporation des marchands de Stettin". En 1822, la première route de Berlin à Stettin est achevée et en 1828, la construction se poursuit jusqu'en Poméranie.
Avec l'introduction des parlements provinciaux en 1823, Johann August Sack est nommé commissaire royal. La commémoration de 1824 de l'introduction du christianisme par l'évêque Othon de Bamberg, qui est organisée à la suggestion de Sack, sert à renforcer le sens poméranien de l'unité. Johann August Sack émerge également en tant que cofondateur et premier président de la Société d'histoire, d'antiquité et d'art de Poméranie. Sur ses ordres, les découvertes faites lors des travaux de construction doivent être signalées. Il fait réorganiser les archives provinciales de Poméranie.
En 1830, il fonde l'association pour l'éducation des enfants moralement négligés à Stettin, achète un terrain dans la ville voisine de Züllchow (de) et y construit la maison de secours de Züllchow (de), dont il ne voit pas l'ouverture le 2 août 1831.

## Honneurs
Johann August Sack est nommé le 3 août 1821 citoyen d'honneur de Stettin. Il est le premier à recevoir cet honneur.
L'Université de Halle lui décerne un doctorat honorifique la même année.
C'est en son honneur que la colonie de Sackshöhe (aujourd'hui Zakrzewo en polonais), créée en 1829 à l'est de Rügenwalde dans l'arrondissement de Schlawe-en-Poméranie (de).